# Джонни Ноксвилл
Джо́нни Но́ксвилл (англ. Johnny Knoxville; настоящее имя — Фи́лип Джон Клэпп (англ. Philip John Clapp); род. 11 марта 1971, Ноксвилл, Теннесси) — американский актёр кино и телевидения, сценарист, продюсер, каскадёр. Известен как создатель телесериала «Чудаки», который выходил на телеканале MTV.

## Ранняя жизнь
Филип Джон Клэпп родился в Ноксвилле, Теннесси. Его отец, Филипп (1935—2018), был продавцом шин и автомобилей, а мать, Лемойн Клэпп (урожденная Хоук; 1938—2017), преподавала в воскресной школе. У него есть две старшие сестры.
Ноксвилл считает, что актёрский талант ему привил экземпляр книги Джека Керуака «В дороге», подаренный его двоюродным братом, автором песен Роджером Аланом Уэйдом.
Окончив в 1989 году среднюю школу в Ноксвилле, он переехал в Калифорнию, чтобы стать актёром. Вначале Ноксвилл снимался в основном в рекламных роликах и сделал несколько незначительных появлений в качестве статиста.
Когда прорыва в карьере не случилось, он решил создать свои собственные возможности, написав и подав идеи статей в различные журналы. Идея испытать на себе средства самообороны заинтересовала скейтбордический журнал Big Brother Джеффа Тремейна, и трюки были сняты и включены в видео Number Two.

## Карьера
Отвечает за многие идеи в «Чудаках», и его часто считают фактическим лидером команды. Режиссёром сериала является Джефф Тремейн, который снял пилотный выпуск, в котором использовались кадры из клипов Big Brother и CKY Бэма Марджеры.
С помощью друга Тремейна, режиссёра Спайка Джонза, они предложили сериал различным телеканалам. Была заключена сделка с MTV, и «Чудаки» появились на свет.
Ноксвилл также участвовал в ралли Gumball 3000 для «Чудаков» вместе со Стивом-О, Крисом Понтиусом, Джеффом Тремейном и оператором Дмитрием Еляшкевичем. До премьеры «Чудаков» на MTV Ноксвилл и компания отклонили предложение еженедельно исполнять свои трюки в шоу Saturday Night Live, хотя позже Ноксвилл выступил ведущим одного из эпизодов шоу в 2005 году.

### Роли в кино и на телевидении

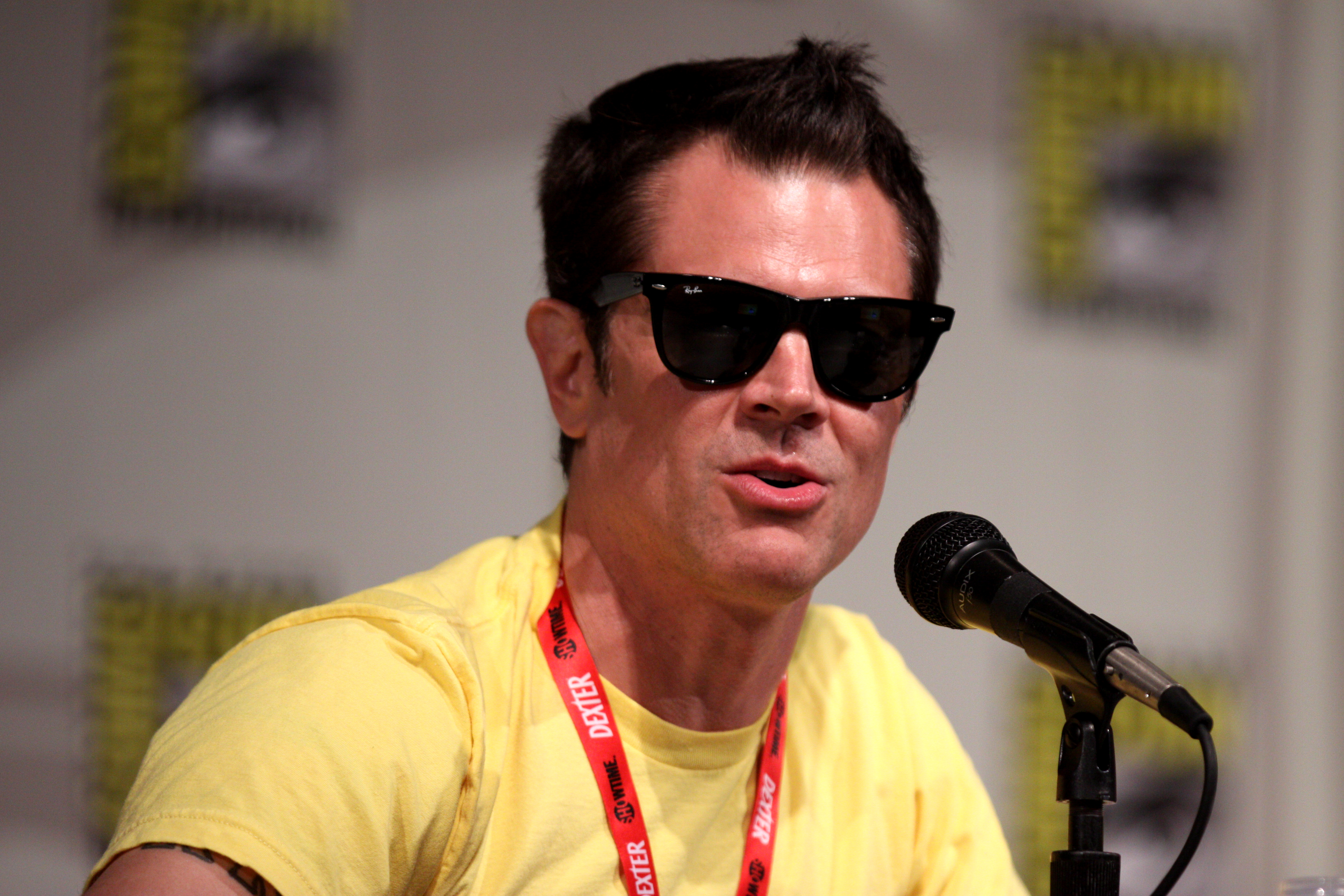
Ноксвилл на San Diego Comic-Con 2011

Ноксвилл снялся в нескольких полнометражных фильмах, в частности, вместе с Шоном Уильямом Скоттом в экранизации «Придурков из Хаззарда». Он снялся в фильмах «Чудаки», «Чудаки: номер два», «Чудаки 2.5», «Чудаки 3D» (который ознаменовал 10-летие франшизы), «Чудаки 3.5» и «Чудаки навсегда». Сыграл небольшую роль в фильме 2000 года «Бар «Гадкий койот»». В 2002 году он сыграл двухголового пришельца в фильме «Люди в чёрном 2». Ноксвилл также работал с Джоном Уотерсом в фильме «Грязный стыд» в 2004 году, и в том же году появился в качестве персонажа второго плана у Скалы в фильме «Широко шагая».
Он снялся в фильме «Далтри Кэлхун» в 2005 году и в фильме «Симулянт» в роли офисного работника, который притворяется инвалидом и присоединяется к Специальным Олимпийским играм, чтобы оплатить операцию для уборщика своего офиса. Он снялся в фильме «Короли Догтауна» в роли Топпера Беркса, и был приглашен в качестве голоса в двух эпизодах сериала «Царь горы». В 2016 году выступил партнером Джеки Чана в фильме «Отпетые напарники»

## Личная жизнь
15 мая 1995 года Ноксвилл женился на Мелани Лин Кейтс. В 1996 году у них родилась дочь Мэдисон. В феврале 2007 года Мелани и Джонни объявили о разрыве отношений. В июле того же года актёр подал документы на развод, ссылаясь на «непримиримые разногласия». 20 марта 2008 года бракоразводный процесс с Мелани завершился.
С сентября 2008 года Джонни Ноксвилл начал встречаться с Наоми Нельсон. 21 декабря 2009 года Ноксвилл стал отцом во второй раз — Наоми родила мальчика, которого назвали Рокко Акира Клэпп. 24 сентября 2010 года Джонни узаконил свои отношения с Наоми, а 6 октября 2011 года у них родилась дочь — Эрло Клэпп.

## Фильмография
| Год  |   | Русское название                 | Оригинальное название                            | Роль                        |
| ---- | - | -------------------------------- | ------------------------------------------------ | --------------------------- |
| 1995 | ф | Desert Blues                     | Desert Blues                                     | Боб                         |
| 2000 | ф | Бар «Гадкий койот»               | Coyote Ugly                                      | парень из колледжа          |
| 2001 | ф | Романтическое преступление       | Life Without Dick                                | Дик Расмуссон               |
| 2001 | ф | Стив-О: Не повторяйте этого дома | Don’t Try This At Home: The Steve-O Video        | играет себя                 |
| 2002 | ф | Большие неприятности             | Big Trouble                                      | Эдди Лидбеттер              |
| 2002 | ф | Дикая банда                      | Deuces Wild                                      | Винни Фиш                   |
| 2002 | ф | Люди в чёрном 2                  | Men in Black II                                  | Скрад и Чарли               |
| 2002 | ф | Чудаки                           | Jackass: The Movie                               | играет себя / Ирвинг Зисман |
| 2003 | ф | Похищение Парсонса               | Grand Theft Parsons                              | Фил Кауфман                 |
| 2004 | ф | Широко шагая                     | Walking Tall                                     | Рэй Темплтон                |
| 2004 | ф | Грязный стыд                     | A Dirty Shame                                    | Рэй Рэй Перкинс             |
| 2005 | ф | Короли Догтауна                  | Lords of Dogtown                                 | Топпер Баркс                |
| 2005 | ф | Придурки из Хаззарда             | The Dukes of Hazzard                             | Люк Дьюк                    |
| 2005 | ф | Изгнанные дьяволом               | The Devils Rejects                               | коп                         |
| 2005 | ф | Долтри Кэлхун                    | Daltry Calhoun                                   | Дэлтри Кэлхоун              |
| 2005 | ф | Симулянт                         | The Ringer                                       | Стив Баркер (Джеффи Дамор)  |
| 2006 | ф | Чудаки 2                         | Jackass 2                                        | играет себя / Ирвинг Зисман |
| 2007 | ф | Чудаки 2.5                       | Jackass 2.5                                      | играет себя / Ирвинг Зисман |
| 2010 | ф | Чудаки 3D                        | Jackass 3D                                       | играет себя                 |
| 2011 | ф | Чудаки 3.5                       | Jackass 3.5                                      | играет себя                 |
| 2011 | ф | Гениальный папа                  | Father of Invention                              | Освальд                     |
| 2011 | ф | Безвыходная ситуация             | Small Apartments                                 | Томми Боллс                 |
| 2013 | ф | Возвращение героя                | The Last Stand                                   | Льюис Динкам                |
| 2013 | ф | Муви 43                          | Movie 43 (новелла «День рождения»)               | Пит                         |
| 2013 | ф | Несносный дед                    | Bad Grandpa                                      | Ирвинг Зисман               |
| 2014 | ф | Черепашки-ниндзя                 | Teenage Mutant Ninja Turtles                     | Леонардо (озвучка)          |
| 2016 | ф | Отпетые напарники                | Skiptrace                                        | Коннор Уоттс                |
| 2016 | ф | Элвис и Никсон                   | Elvis & Nixon                                    | Сонни Уэст                  |
| 2016 | ф | Черепашки-ниндзя 2               | Teenage Mutant Ninja Turtles: Out of the Shadows | Леонардо (озвучка)          |
| 2019 | ф | Мы призываем тьму                | We Summon the Darkness                           | Джон Генри Батлер           |
| 2022 | ф | Чудаки навсегда                  | Jackass Forever                                  | играет себя / Ирвинг Зисман |

## Номинации
- MTV Movie Awards 2003 — «Лучшее комедийное исполнение» («Чудаки»).